# Zbigniew Skrudlik
Zbigniew Andrzej Skrudlik, född 12 maj 1934 i Jasło, är en polsk före detta fäktare.
Skrudlik blev olympisk silvermedaljör i florett vid sommarspelen 1964 i Tokyo.